# 乔杜里·拉赫玛特·阿里
乔杜里·拉赫玛特·阿里（1897年11月16日—1951年2月3日），曾经是巴基斯坦独立的最早倡导者之一。 拉赫马特·阿里（Rahmat Ali）是一名巴基斯坦穆斯林民族主义者，通常被认为是南亚另一个故乡穆斯林的「巴基斯坦」身份的创造者，并被公认为巴基斯坦民族运动的创始人。